# الوزات (لعويمرات)
الوزات هو دُوَّار يقع بجماعة لمصابيح، إقليم آسفي، جهة مراكش آسفي في المملكة المغربية. ينتمي الدوّار لمشيخة لعويمرات التي تضم 21 دوار. يقدر عدد سكانه بـ 341 نسمة حسب الإحصاء الرسمي للسكان والسكنى لسنة 2004.

## روابط خارجية
- البوابة الوطنية للجماعات الترابية
- المندوبية السامية للتخطيط